# Campeonato Europeo de Vóley Playa de 2004
El XII Campeonato Europeo de Vóley Playa se celebró en Timmendorfer Strand (Alemania) entre el 9 y el 13 de junio de 2004 bajo la organización de la Confederación Europea de Voleibol (CEV) y la Federación Alemana de Voleibol.

## Medallistas
| Evento    | Oro                                            | Plata                                         | Bronce                                       |
| --------- | ---------------------------------------------- | --------------------------------------------- | -------------------------------------------- |
| Masculino | Markus Dieckmann · Jonas Reckermann · Alemania | Markus Egger · Sascha Heyer · Suiza           | Patrick Heuscher · Stefan Kobel · Suiza      |
| Femenino  | Simone Kuhn · Nicole Schnyder-Benoît · Suiza   | Susanne Glesnes · Kathrine Maaseide · Noruega | Daniela Gattelli · Lucilla Perrotta · Italia |

## Medallero
| Núm. | País     | Oro | Plata | Bronce | Total |
| ---- | -------- | --- | ----- | ------ | ----- |
| 1    | Suiza    | 1   | 1     | 1      | 3     |
| 2    | Alemania | 1   | 0     | 0      | 1     |
| 3    | Noruega  | 0   | 1     | 0      | 1     |
| 4    | Italia   | 0   | 0     | 1      | 1     |
|      | TOTAL    | 2   | 2     | 2      | 6     |